# Système de perçage de l'oreille

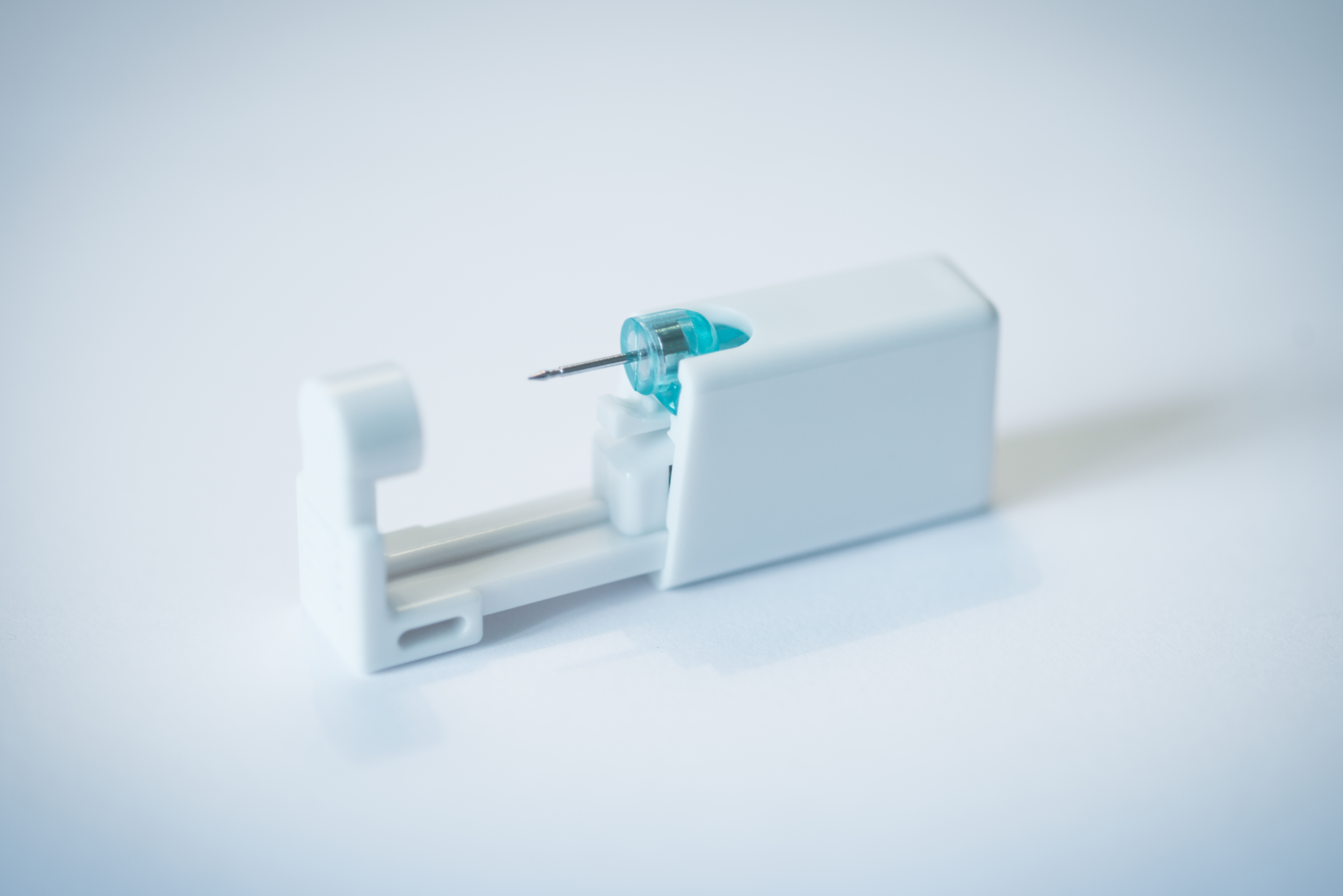
Un système de perçage d'oreille jetable

Un système de perçage de l'oreille (parfois appelé pistolet perce-oreille) est un dispositif mécanique permettant de percer le lobe de l'oreille. L'instrument est conçu pour perforer l'oreille en poussant au travers du lobe une boucle d'oreille dont l'extrémité de la tige est pointue. 
Depuis les années 1970, le pistolet perce-oreille est utilisé par les bijoutiers à l'exclusion de toute autre méthode. Cela représente trois quarts des perçages du lobe en France. L'utilisation des systèmes de perçage est règlementée et fait l'objet de débats, notamment sur les aspects d'hygiène et d'altération des tissus cutanés.

## Histoire

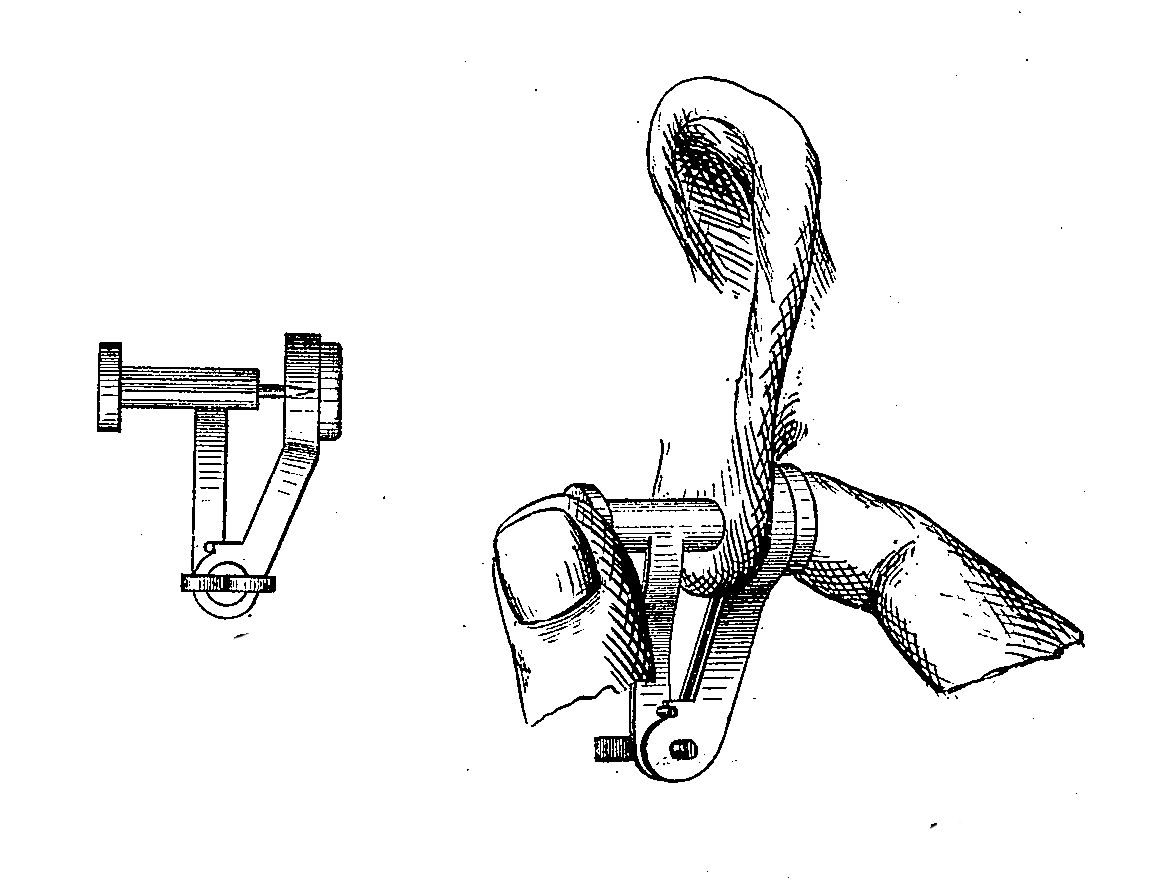
Illustration d'un des premiers brevets de systèmes de perçage d'oreille (datée de 1880).

Les premiers systèmes mécaniques spécifiquement conçus pour percer l'oreille apparaissent aux États-Unis dès la seconde moitié du XIXe siècle. Les modèles les plus anciens se limitent à une pince permettant de serrer le lobe et de guider une aiguille,. Quelques années plus tard, l'aiguille est remplacée par une boucle d'oreille dont la tige est effilée: c'est la naissance des boucles d'oreille dites de perçage ou prothèses, qui permettent d'éviter la pénible étape de remplacement de l'aiguille par le bijou. Des efforts pour simplifier les instruments conduisent à des modèles pouvant être maniés d'une seule main, permettant ainsi de percer les deux oreilles en même temps. Cependant, ces systèmes disparaissent sans avoir eu l'opportunité de toucher un large public. En effet, dès 1890, le perçage du lobe de l'oreille tombe en désuétude au profit des boucles d'oreille à vis.
À la suite du perçage des oreilles de la princesse Élisabeth en 1952, la pratique redevient à la mode au Royaume-Uni après un demi-siècle d'oubli. La mode étant alors aux puces d'oreille, ce motif est rapidement utilisé pour les boucles d'oreille de perçage. 
Dans les décennies suivantes, le perçage des oreilles devient une activité économique à part entière. Dès 1975, ce nouveau segment d'activité voit naître plusieurs entreprises spécialisées dans le perçage ou la création d'équipements dédiés. C'est à cette époque qu'apparaissent les premiers instruments en forme de pistolet dotés d'un ressort. Quelques années plus tard, une prise de conscience concernant la stérilisation des équipements conduit à l'ajout de pièces jetables. Celles-ci sont destinées à être changées entre chaque client pour permettre de limiter les risques de contamination. 
Dans les années 1990, le marché se diversifie notamment par l'apparition de dispositifs de perçage sans ressort. Ces derniers, utilisant la flexion des doigts pour pousser la tige du bijou dans le lobe, sont supposés rendre le perçage moins douloureux. Des instruments jetables et simples d'usage sont également commercialisés, ils se destinent notamment aux médecins et les personnes souhaitant se percer elles-mêmes les oreilles.

## Modèles actuels

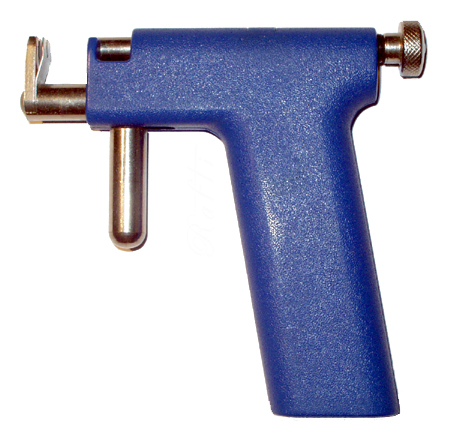
Pistolet perce-oreille à ressort.
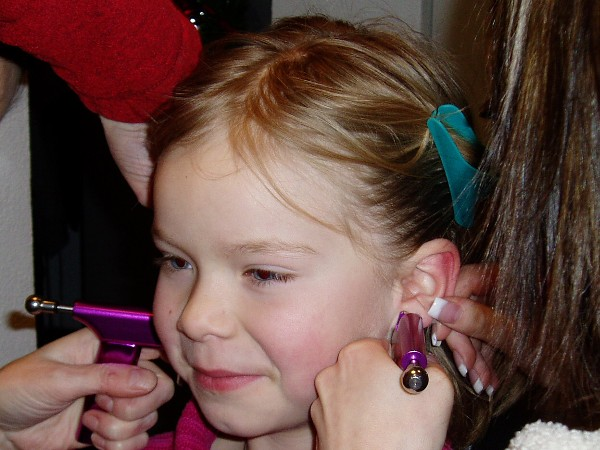
Perçage des oreilles avec des pistolets à ressort
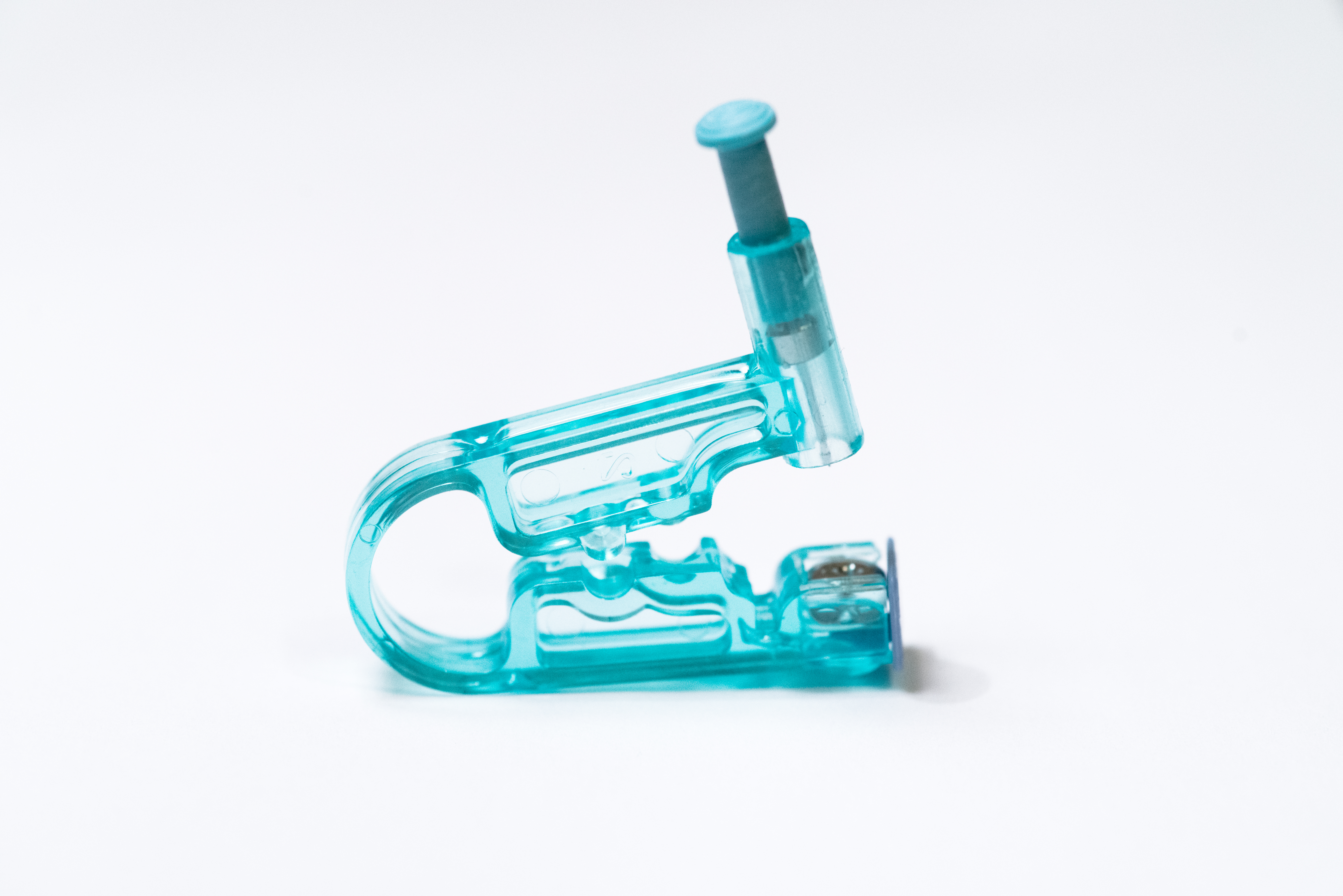
Système utilisant la pression des doigts.
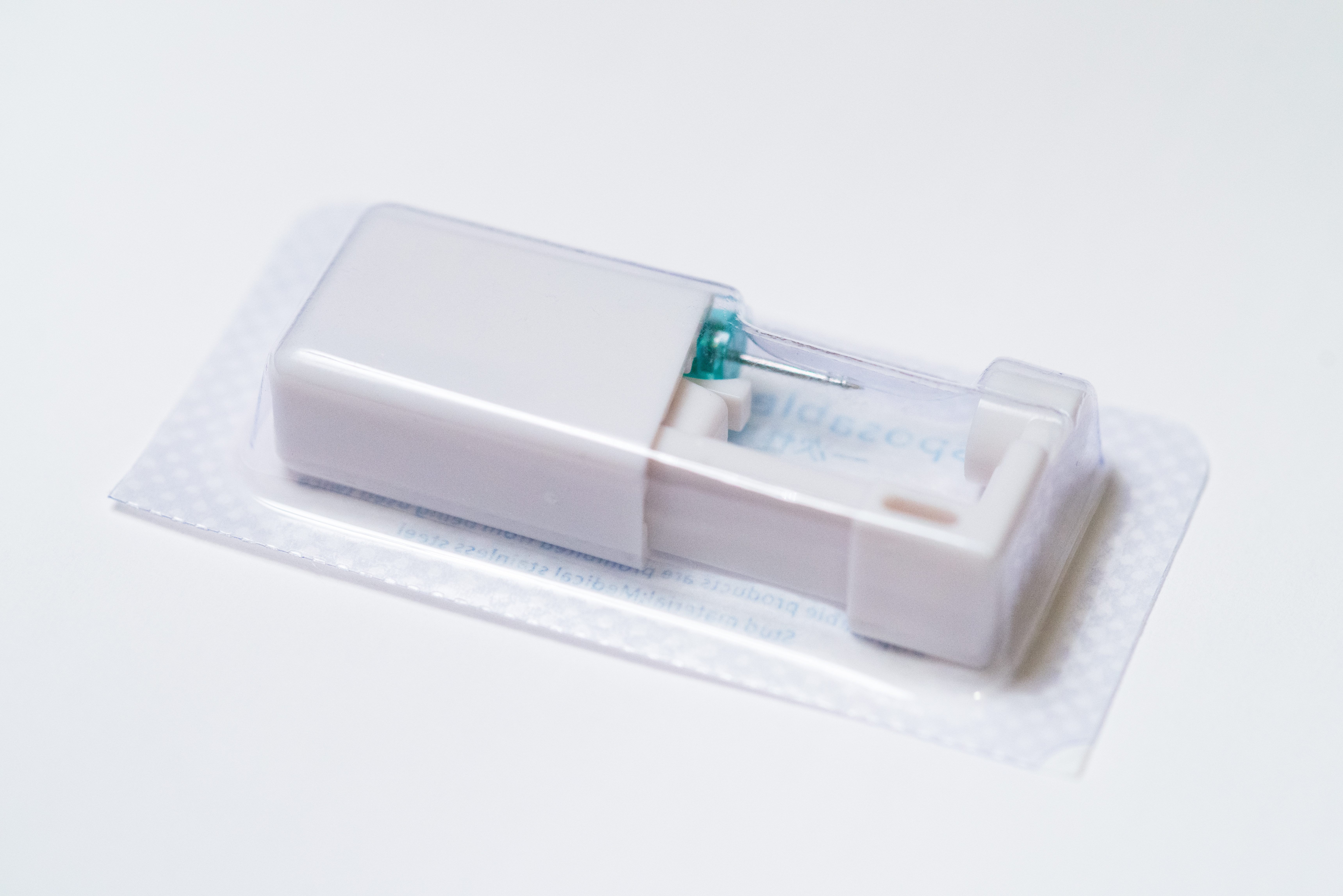
Cartouche stérile pour système de perçage.

Il existe aujourd'hui deux catégories de systèmes de perçage de l'oreille: les pistolets à ressort et les dispositifs utilisant la flexion des doigts. Dans les deux cas, l'instrument perce l'oreille en enfonçant au travers des tissus une boucle d'oreille dont la tige est pointue. Une fois l'oreille traversée, la boucle d'oreille s'insère naturellement dans son fermoir pour permettre de retirer l'instrument.
Dans les modèles actuels, la boucle d'oreille et son fermoir sont généralement contenus dans une cartouche stérile. Cette cartouche est positionnée sur la partie supérieure du pistolet pour le perçage. Tandis que le fermoir est visible, la boucle d'oreille est généralement masquée par une capsule en plastique, d'où seule la tige pointue dépasse. Cette capsule se désintègre lors du perçage. Ces cartouches peuvent parfois être utilisées seules ou avec un instrument complémentaire réutilisable.
Les boucles d'oreille de perçage sont généralement dans un matériau non-allergène, tel que l'acier chirurgical (en), l'or, ou le titane. La tige est de diamètre 0,8mm, correspondant au diamètre classique des boucles d'oreille. Certains constructeurs proposent différentes longueurs de tiges pour s'adapter au mieux à l'épaisseur du lobe.

## Aspects légaux
Des systèmes mécaniques similaires aux pistolets perce-oreille existent pour le nombril ou le nez. Ils sont cependant illégaux dans certains pays. En France, seuls les lobes d'oreille et l'aile du nez peuvent être percés au moyen de ces instruments.
En Europe, Amérique du Nord et Australie, l'usage de systèmes de perçage est règlementé. Le personnel réalisant le perçage est tenu de porter des gants et la peau du client doit être désinfectée. De plus, toutes les parties de l'instrument en contact avec la peau du client doivent être stériles et à usage unique.

## Controverse autour de leur utilisation
L'utilisation des systèmes de perçage est souvent remise en question. Le doute est notamment alimenté par la communauté des perceurs qui défendent la technique du perçage à l'aiguille. Ils soulignent entre autres les risques de contamination, la déformation des tissus due aux boucles d'oreille trop peu effilées et le manque de formation du personnel en bijouterie.
L'utilisation du pistolet perce-oreille semble être plus risquée que l'aiguille en termes de contamination. En effet, bien qu'ayant des parties jetables, la plupart des instruments sont réutilisés entre les clients. Le risque de contamination croisée est alors plus marqué que celui d'un perçage réalisé avec une  aiguille stérile et à usage unique. 
De plus, les systèmes de perçage forcent la boucle d'oreille au travers du lobe. Celle-ci n'étant pas aussi pointue qu'une aiguille, elle peut déformer les tissus du lobe en les traversant. Ainsi l'utilisation des pistolets perce-oreille est parfois considérée comme plus douloureuse que les aiguilles et potentiellement plus destructrice. Cependant, cet effet ne semble pas avoir de conséquences pour la cicatrisation des lobes. Il présente en revanche un risque plus marqué pour le cartilage. Cet effet est particulièrement vrai pour les systèmes à ressort, qui, de plus, s'avèrent bruyants à l'usage.
Enfin, d'autres raisons sont parfois avancées, notamment le manque de formation du personnel de bijouterie, pouvant conduire à un mauvais placement du bijou.